# From Kid
From Kid ist eine Schweizer Elektropop-Band aus Chur.

## Bandgeschichte
Der Gitarrist Andrin Berchtold und der Synthesizerspieler Gian Reto Camenisch, beide von Beruf Grundschullehrer, lernten sich Anfang der 2010er Jahre kennen. In Berchtholds damaligen Band Enter Kingdom fehlte ein Livemusiker und so schloss sich ihnen Camenisch an. Die Band brach aber schon kurz danach auseinander und so beschlossen die beiden 2013 gemeinsam weiterzumachen. Beide sind Sänger und Songschreiber der Band, verstärkt werden sie noch durch den Bassisten Gianluca Giger und den Schlagzeuger Sascha Frischknecht. Bereits im ersten Jahr veröffentlichten sie zwei Singles und eine EP. Mit dem Song Colors schafften sie es in die Top 10 der Hype Machine, einem bekannten internationalen Trendblog. Ende 2014 wurden sie bei der Newcomershow SRF 3 Best Talent im Radio vorgestellt.
Beim Indielabel Sonic Service veröffentlichten sie Anfang 2015 ihr Debütalbum You Can Have All the Wonders. Auf Anhieb schafften sie damit den Sprung unter die Top 10 der Schweizer Hitparade. 2017 veröffentlichten sie ihr zweites Studioalbum Favorite Storm und spielten Konzerte in der Schweiz, Österreich, Deutschland, Frankreich. In Deutschland waren sie als Support Act von Pohlmann auf Tour.

## Diskografie
Alben und EPs
- Variations of Sun (EP, 2014)
- You Can Have All the Wonders (2015)
- Favorite Storm (2017)
- Let The World Be A Good Place (2022)

Singles
- Sun (2013)
- Colors (2014)
- Underground (2014)
- Come In (2015)
- New Gods (2017)
- Walk In Company (2017)
- Rude And Wild (2022)
- I Am The Moon (2022)
- World On Fire (2022)
- Wave (2022)
- Cloudlike (2022)

## Auszeichnungen
- SRF 3 Best Talent (2014)
- Förderpreis – Kulturpreis der Stadt Chur (2015)